# Rapperswil (São Galo)
Rapperswil foi uma comuna da Suíça, no Cantão São Galo, com cerca de 7.532 habitantes. Estendia-se por uma área de 1,74 km², de densidade populacional de 4.329 hab/km². Confinava com as seguintes comunas: Pfäffikon (SZ), Jona (SG).
A língua oficial nesta comuna era o Alemão.
O castelo Rapperswil abriga um Museu polonês (Muzeum Polskie w Rapperswilu), que foi criado em 1870.

## História
Em 1 de janeiro de 2007, passou a formar parte da nova comuna de Rapperswil-Jona.